# Араужо, Винисиус
Вини́сиус Васкосе́лос Арау́жо (порт.-браз. Vinícius Vasconcelos Araújo; 22 февраля 1993, Жуан-Монлевади, Бразилия) — бразильский футболист, нападающий клуба «Саган Тосу».

## Биография
Винисиус присоединился к академии «Крузейро» в 2007 году, а в 2013 году был переведён в первую команду. Его дебют в чемпионате Бразилии состоялся 6 июля 2013 года в матче против «Португезы». Через восемь дней он забил свои первые голы в лиге, пострадал клуб «Наутико». В составе «Крузейро» Винисиус стал чемпионом Бразилии.
31 января 2014 года испанская «Валенсия» выкупила у «Крузейро» половину прав на игрока.

## Карьера в сборной
В составе молодёжной сборной Бразилии Винисиус становился победителем Турнира в Тулоне и обладателем Кубка Валайша.

## Достижения
- Чемпион Бразилии (1): 2013
- Победитель Турнира в Тулоне (1): 2013
- Обладатель Кубка Валайша (1): 2013